# João Baptista Martins
João Baptista Martins (3 tháng 9 năm 1927 – 18 tháng 11 năm 1993) là một cố cầu thủ bóng đá người Bồ Đào Nha chơi ở vị trí tiền vệ cho CUF Barreiro và Sporting CP.
Năm 1955, ông đã ghi bàn thắng đầu tiên trong lịch sử Cúp C1 châu Âu (nay là UEFA Champions League). Đó là vào ngày 4 tháng 9, ngày thi đấu đầu tiên của giải đấu. Sporting đối đầu với FK Partizan, đến từ Nam Tư, tại sân vận động Quốc gia Bồ Đào Nha ở Lisbon. Martins đã mở tỷ số phút thứ 14; trận đấu kết thúc với tỷ số hòa 3-3.

## Danh hiệu
Sporting
- Primeira Liga (7) : 1947/48, 1948/49, 1950/51, 1951/52, 1952/53, 1953/54, 1957/58
- Taça de Portugal: 1953/1954

### Cá nhân
- Vua phá lưới Primeira Liga: 1953/54